# Tsugihiro Nakau
Tsugihiro Nakau –en japonés, 中右 次泰, Nakau Tsugihiro– es un deportista japonés que compitió en judo. Ganó una medalla de oro en el Campeonato Asiático de Judo de 1984, en la categoría de –71 kg.

## Palmarés internacional
| Campeonato Asiático | Campeonato Asiático | Campeonato Asiático | Campeonato Asiático |
| Año                 | Lugar               | Medalla             | Categoría           |
| ------------------- | ------------------- | ------------------- | ------------------- |
| 1984                | Kuwait (Kuwait)     | Medalla de oro      | –71 kg              |